# Apogeshna acestealis
Apogeshna acestealis is een vlinder uit de familie van de grasmotten (Crambidae). De wetenschappelijke naam van deze soort is voor het eerst gepubliceerd in 1859 door Francis Walker.
De soort komt voor in de Dominicaanse Republiek, Mexico, Honduras, Costa Rica en Panama.